# أبوكريفون يعقوب

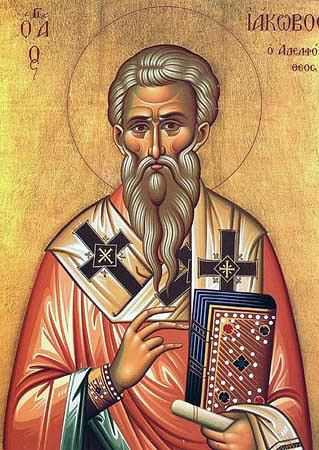

أبوكريفون يعقوب، المعروف أيضاً بترجمة عنوانه – كتاب يعقوب السري، هو نص منحول أو خفي من بين نصوص أبوكريفا العهد الجديد. يصف تعاليم يسوع السرية لبطرس ويعقوب، التي أُعطيت منه بعد القيامة وقبل الرفع.

الموضوع الرئيسي للنص هو أن المرء يجب أن يقبل الألم كأمر حتمي. صدارة يعقوب وبطرس توجي بأن العمل صدر من جماعة مسيحية يهودية. لا يظهر النص أي تبعية للنصوص القانونية، وربما يكون قد كُتب ما بين منتصف ظغلى أواخر القرن الثاني الميلادي. له قرابة بالنصوص الغنوصية ولكن لا يمكن نسبته لأية طائفة غنوصية، وبعض الباحثين يعتبرونه غير غنوصي علي الإطلاق.

## المصدر
بقي النص فقط في مخطوط فريد تالف كقسم ثان من مخطوطة Jung Codex، الأولى من المخطوطات الثلاثة عشر من مكتبة نجع حمادي. بالرغم أن النص يبدو أنه ترجمة قبطية من اليونانية، يزعم المؤلف أنه كُتب بالعبرية. بسبب الإشارات إلى الاضطهاد والإستشهاد martyrdom، ليس من المحتمل أن النص قد كُتب بعد عام 313 ب.م. عندما أنهي قسطنطين الأول الاضطهاد المسيحي. بعض الشواهد الأخرى في النص تشير إلى كتابته في القرن الثاني الميلادي، وربما في النصف الأول.

## المحتوى
صيغ النص على هيئة رسالة epistle من يعقوب إلى شخص ما اسمه غامض بسبب تلف النص. المؤلف يصف يسوع متكلماً بمقولات متنوعة ومجيباً على تساؤلات في مدة 550 يوم بعد قيامته، وقبل رفعه. كلاً من يعقوب وبطرس أعطي أمر سري، ولكن في النهاية يظهر يعقوب فقط أنه هو الذي فهم ما حدث.

يسوع يعطي تعاليم بجمل غير معتادة وتناقضها ظاهر، ويعرض أيضاً أمثلة موجزة. يدعو بطرس ويعقوب إلى مملكة السماء معه، ولكنهما يتحيران بمسائل الرسل الآخرين ويضيعان الفرصة. بعد ذلك، يوصف يعقوب بأنه يرسل الحواريين الإثني عشر، مما يدل (مثلما هو موجود في وثائق أبوكريفية أخرى) أن يعقوب خلف يسوع كزعيم للحركة. 

الرسالة الإطارية الموجزة تبدو مستقلة عن باقى النص، مما أوحي للبعض أن الأبوكريفون قد يكون قد نشأ من نصوص عديدة منفصلة عن بعضها أُعيد كتابتها سوياً. تلك الرسالة الإطارية تشير إلى «إنجيل سري» سابق، يبدو أنه قد ضاع. في الأبوكريفون، الحوارات عن الإستشهاد والنبوة تبدو أيضاً نوعاً ما منفصلة، مما يدل علي نص أصيل، لباقي الوثيقة، التي تتكون من مقولات موجزة. مازال هناك جدل حول ما إذا كانت المتوازيات القريبة لقانون العهد الجديد جزء من اليد المحررة الأخيرة لكتابة الأبوكريفون أو جزء من مصادره.

## العلاقة بالنصوص الأخرى
للعديد من الباحثين، تبدو نبرة المقولات نوعاً ما غنوصية، أولاً لأن مذهبها لا يتوافق مع التفسير الأرثوذكسي للكتابات القانونية. كما أن المخطوطة وُجدت أيضاً بين تعاليم غنوصية صريحة في مكتبة نجع حمادي. النص أيضاً يستخدم تعابير غنوصية، مثل الإشارة إلى «الكمال» كوسيلة للخلاص، ولكن المذهب في الكتاب لا يتوافق مع الكوزمولوجيات cosmologies الغنوصية المطورة سواء الفالنتية Valentinian أو غيرها، ولذلك لا يُجسب عادة كنص غنوصي حقيقي.

الكثير من المقولات تبدو متقاسمة مع الأناجيل القانونية، والنص يتضمن تلك الإشارة لمقولات أخرى: «يكفى بعض الأشخاص الانتباه إلى التعاليم وفهم» الراعي«والبذرة» والبناء«ومصابيح العذارى» وأجر العاملين«و الدراخما المزدوجة» والمرأة«الإشارات إلى الخلاص بالصليب تبدو كدليل على ألفة مع الرسائل البولسية، أو على الأقل تعاليمه. ولكن مقدمته تقول،» و550 يوم بعدما قام من الموت، قلنا له:...«، وتلك الفترة أطول بكثير من الأربعين يوم التي تعطيها أعمال الرسل التي كتبها لوقا وجعلها الفترة بين القيام والرفع. البعض شعر أن ذلك يدل على أن علاقة أبوكريفون يعقوب مع القانون الكتابي تقوم عبر التقليد الشفوى (المتناقل شفوياً الغير مكتوب)، وأن الجماعة التي كتبته رفضت أو لم تكن تعرف أعمال الرسل التي كتبها لوقا. (من جانب آخر، إيرينايوس مقى كتابه» ضد الهرطقات Against Heresies يعطى فترة تمتد لثمانية عشر شهراً، والعمل كان بالتأكيد مألوفاً لإيرينايوس). بعض الباحثين أثبتوا أن الإصدار المبكر للأبوكريفون كان مستقلاً عن الأناجيل القانونية، وأن محرر مجهول عرف الأعمال القانونية وأشار إليها في الإصدار المعروف لنا.

## النص من ترجمة رون كاميرون
يكتب لك يعقوب. عليك السلام من السلام، والمحبة من المحبة، والنعمة من النعمة، والإيمان من الإيمان، والحياة من الحياة المقدسة!

بما أنك قد طلبت مني أن أرسل لك كتاباً سرياً كُشف إلي أنا وبطرس من السيد، فلا يمكنني لا ان أرفض طلبك ولا أن أكلمك مباشرة، ولكني كتبته بحروف عبرية وأرسلته إليك – ولك أنت فقط. ولكن بقدر ما أنت وكيل على خلاص القديسين، فتصرف بهمة وخذ حذرك ان لا تحكي هذا الكتاب لكثيرين – هذا الذي لم يرغب المخلص أن يحكيه لنا كلنا، نحن تلاميذه الإثني عشرة. ولكن مُبارك هؤلاء الذين سيُنقذون بالإيمان بهذا الحديث.

لقد أرسلت لك منذ عشرة أشهر كتاب سري آخر كشفه لي السيد. ولكن ذاك عليك ان تعتبره بهذه الطريقة، كما اوحي إلي انا يعقوب.

الإثني عشر تلميذ كانوا جالسين سوياً في نفس الوقت، وتذكروا ما قاله السيد لكل واحد منهم، سواء علانية أو سرياً، ودونوه في الكتب. وبينما انا أسجل ما في كتابي – انظر!، ها هو السيد قد ظهر، بعدما رحل عنا ونحن ننظر إليه. وبعد قيامه من الموت بخمسة مائة وخمسين يوماً، فقلنا له: «هل ذهبت ورحلت عنا؟»

وقال يسوع: «لا، ولكن يجب أن أذهب إلي المكان الذي أتيت منه. لو كنتم تريدون ان تأتوا معي تعالوا.»

أجابوا جميعاً وقالوا: «لو أمرتنا، سنأتي.»

فقال: «حقاً أقول لكم، لا أحد سيدخل مملكة السماء لو أمرته، ولكن بالأحري لأنكم مكتملون. أتركوا لى يعقوب وبطرس. حتى أملأهما.» وعندما استدعي هذين الإثنين، أخذهم على جنب، وأمر الباقين أن يشغلوا أنفسهم بالذي كانوا يشغلون أنفسهم به.

المخلص قال؛ "لقد تلقيتم رحمة...

(سبعة أسطر مفقودة) ألا ترغبان في أن تُملأوا؟ وهل قلوبكم سكرانة؟ ألا ترغبان ان تفيقا من السكر؟ فلتخجلا! والآن سواء كنتما مستيقظين أم نائمين، تذكرا أنكما قد رأيتما ابن الإنسان، وتحدثتما معه، وإستمعتما إليه. الويل لمن رأوا ابن الإنسان! طوبي لمن لم يروا الإنسان، والذين لم يخالطوه، ولم يتحدثوا معه، ولم يسمعوا منه أي شيء. لكم الحياة! إعلموا إذاً، انه شفاكم عندما كنتم مرضي، حتى تملكوا. الويل لمن استراحوا من سقمهم، لانهم سينتكسون مرة أخرى في المرض! طوبي لمن لم يمرضوا، وعرفوا الراحة قبل أن يمرضوا. لكم مملكة الله! لذلك أقول لكم، كونوا ممتلئين ولا تتركوا مكاناً فارغاً داخلكم، لان الآتي قادر على السخرية منكم."

ثم أجاب بطرس: «سيدي، لقد قلت لنا ثلاثة مرات» كونوا ممتلئين«، ولكننا ممتلئين بالفعل.» فأجاب السيد وقال: «لذلك أقول لكم كونوا ممتلئين، حتى لا تنتقصوا. فهؤلاء الذين يُنتقصون، لن يُنقذوا. لان الامتلاء خير والنقصان شر. لذلك، فكما انه خير لكم ان تُنتقصوا، ومن جانب آخر، شر لكم أن تُملأوا، فكذلك أيضاً من يكن ممتليء فهو منقوص؛ ومن يكن منقوصاً فليس ممتلئاً مثل امتلاء من هو منقوص/ والممتليء من جانبه، يدفع اكتفائه إلى الكمال. لذلك، من المناسب أن تُنتقصوا بينما ما زال باستطاعتكم الامتلاء، وأن تُملاوا بينما ما زال ممكناً أن تُنتقصوا، حتى تتمكنوا من الازدياد في ملء أنفسكم. لذلك كونوا ممتلئين بالروح ولكن متناقصين بالتعقل. لان التعقل من النفس؛ وهو نفس.»

وانا أجبته، وقلت له: «سيدي، يمكننا طاعتك إن كنت تريد. فلقد هجرنا آبائنا الاولين وامهاتنا وقرانا وإتبعناك. لذلك هب لنا أن لا نُفتن بالشيطان الشرير.»

واجاب السيد وقال: «ما يكون فضلكم لو فعلتم مشيئة الأب إن لم تُعطي لكم منه كهبة، وأنتم مفتونون بالشيطان؟ ولكن لو كنتم تُهاجمون من الشيطان وتُضطهدون وانتم تفعلون مشيئة الأب، أقول انه سيحبكم وسيجعلكم مساوين لي وسيعتبر انكم أصبحتم محبوبين بتدبيره وفق اختياركم الحر. ألن تتوقفوا، إذاً، عن محبة الجسد والخوف من المعاناة؟ أو ألا تعرفون أنكم لم تُساء معاملتكم بعد ولم تُتهموا بعد بظلم، ولا سُجنتم بعد في سجن، ولا أُدنتم بعد بحكم غير شرعي، ولا صُلبتم بعد بدون سبب، ولا دُفنتم بعد بطريقة مخزية، مثلي أنا، من الشرير؟ هل تجرأون على البخل بالجسد، أنتم يا من الروح حائط مطوق لهم؟ إن تأملتم العالم الدنيوي، طول الزمن الذي كان قبلكم والذي سيكون بعدكم، ستجدون أن حياتكم مجرد يوم واحد ومعانتكم، مجرد ساعة واحدة. لأن الخير لن يدخل العالم الدنيوي. لذلك احتقروا الموت، واهتموا بالحياة. تذكروا صليبي وموتى وستحيون.»

```
وأجبت انا وقلت: «سيدي، لا تذكر لنا الصليب والموت، لانهما بعيدان عنك.»
```

وأجاب السيد وقال: «حقاً أقول لكم، لن يُنقذ أحد إلا الذين يؤمنون بصليبي. ولكن لهؤلاء الذين آمنوا بصليبي، هناك مملكة الله. لذلك كونوا طالبين للموت، مثل الميت الذي يطلب الحياة، فالذي يطلبونه كُشف لم. وأى شيء هناك يثير اهتمامهم؟ عندما توجهون أنفسكم إلى الموت، سيُعرف لاختياركم. حقاً أقول لكم، لا أحد من هؤلاء الذين يخافون الموت سيُنقذون. لان مملكة الله هي لهؤلاء الذين وضعوا أنفسهم أمام الموت. وأصبحوا أفضل مثلي؛ إجعلوا أنفسكم مثل ابن الروح القدس.»

ثم سألته: «سيدي هل نتنبأ للذين يطلبون منا أن تنبأ لهم؟ فهناك الكثيرون يطلبون منا ويتطلعون إلينا لسماع وحي منا.»

فأجاب السيد وقال: «ألا تعلمون ان رأس التنبؤ قُطعت مع يوحنا؟»

وأنا قلت: «سيدي، أليس من الممكن إزالة راس التنبؤ، أليس كذلك؟»

قال لي السيد: "عندما تصل إلى معرفة ما هي "الرأس"، وأن التنبؤ ينشأ من الرأس، أدرك عندئذ معنى "إزالة رأسه". تحدثت معكم في البداية بالأمثال، ولم تفهموا. الآن أتكلم معكم صراحة، ولا تفهمون. ولكن أنتم الذين تشكلون لى مثالاً في وسط أمثلة وما هو ظاهر في ما هو صريح.

"كونوا متحمسين إلى أن تُنقذوا بدون أن تُدفعوا إلى ذلك. بالأحري، كونوا مستعدين من نفسكم وإن أمكن، إنطلقوا أمامي. فهكذا يحببكم الأب. 

"كونوا مبغضين للنفاق والفكر الشرير. فالفكر هو الذي يولد النفاق، ولكن النفاق بعيد عن الحقيقة.

"لا تتركوا مملكة السماء تذبل. فهي مثل فرع النخلة الذي تتساقط ثماره حوله. يخرج أوراق، وعندما تبرعم، تسبب الجفاف لناتج نخلة التمر. هكذا الحال أيضاً مع الثمرة التي تأتي من هذا الفرع؛ عندما تُاتقط الثمرة، تُجمع الثمار من كثير من الحاصدين. سيكون من الأحسن بالطبع لو امكن إنتاج تلك النباتات الجديدة إلى ن؛ لانكم عند ذاك تجدون المملكة.

"بما انني قد مُجدت بهذه الطريقة قبل هذا الزمان، لماذا تمنعونى جميعاً عندما أكون متلهفاً للذهاب؟ لقد منعتوني من البقاء معكم ثمانية عشر يوماً إضافية من أجل الأمثال. يكفي بعض الأشخاص الاهتمام بالتعاليم وفهم "الراعي" و"البذرة" و "البناء" و"مصابيح العذاري" و"وأجرة الفعلة" و "الدراخما المزدوجة" و"النساء"

"كونوا متحمسين للكلمة. فأول شرط للكلمة هو الإيمان؛ والثاني المحبة؛ والثالث الأعمال. ومن هذه تأتي الحياة. فالكلمة مثل حبة القمح. عندما يبذرها شخص، يؤمن بها؛ وعندما تبرعم يحبها، لانه يتطلع إلى الكثير من الحبوب في المكان الذي وُضعت فيه واحدة؛ وعندما يعمل فيها، يُنقذ، لانه يعدها من أجل الطعام. ثم يترك مرة أخرى بعض الحبوب للبذر من جديد. وهكذا من الممكن لكم أنتم أيضاً جميعاً ان تنالوا مملكة السماء: ومالم تنالوها بالمعرفة، فلن تتمكنوا من العثور عليها.

"لذلك أقول لكم، كونوا متيقظين. لا تضلوا. وقلت واقول لكم كثيراً جميعاً – ولك أنت أيضاً وحدك يا يعقوب، قلت وأقول – "أنقذ نفسك!" وأمرتكم وآمركم ان تتبعوني، وعلمتكم وأعلمكم الرد في حضور الحكام. لاحظوا أنني نزلت، وتكلمت، وأتعبت نفسي، ونلت إكليلي، عندما أنقذتكم. فلقد نزلت لأسكن معكم حتى تسكنوا أنتم أيضاً معي. وعندما وجدت بيوتكم بلا أسقف فوقها، سكنت في بيوت يمكنها أن تتلقاني عندما نزلت. 

```
"لذلك أطيعوني، يا إخواني. إفهموا ما هو النور الكبير. الأب لا يحتاجني. لان الأب لا يحتاج إلى الابن، ولكن الابن هو الذي يحتاج إلى الأب. إليه أنا ذاهب، لان أبو الابن ليس في حاجة إليكم.
```

"انتبهوا إلى الكلمة. إفهموا المعرفة. أحبوا الحياة. ولا أحد سيضطهدكم، ولا أحد سيقمعكم، إلا أنفسكم.

"أيها التعساء! أيها البؤساء! أيها المخفون للحقيقة! أيها المزيفون للمعرفة! أيها الآثمون ضد الروح! هل تجرأون اليوم على الاستماع، بينما كان يتوجب عليكم أن تتكلموا من البداية؟ هل تجرأون الآن على النوم، بينما كان يتوجب عليكم أن تبقوا متيقظين من البداية، حتى تتلاقاكم مملكة السماء؟ حقاً أقول لكم، من الأيسر للمقدس أن ينغمس في النجاسة، وللإنسان النوراني أن ينغمس في الظلمة، من ملككم – أو حتى عدم ملككم!

"تذكرت دموعكم وحزنكم وأساكم. فهي بعيدة عنا. الآن، أنتم الذين هك خارج ميراث الأب، إبكوا كما يجب عليكم وإحزنوا وأطلبوا ما هو خير، بما أن الابن صاعد كما يليق. حقاً أقول لكم، إن لم يكن من أجل الذين سيستمعون لما أُرسلت به، وإن لم يكن للذين من أجلهم تحدثت، لما نزلت أبداً على الأرض. والآن، إخجلوا بسببهم.

«أنظروا، سأرحل عنكم. انا ذاهب ولم اعد أرغب في البقاء معكم – مثلما أنكم أنتم أيضاً لم ترغبوا. لذلك إتبعوني الآن سريعاً. لذلك أقول لكم، من أجلكم نزلت. أنتم المحبوبون؛ أنتم الذين سيصبحون سبباً لحياة الكثيرين. تضرعوا إلى الأب. توسلوا إلى الله كثيراً، وسيعطيكم. طوبي للذي رآكم معه عندما أُعلن بين الملائكة ومُجد بين القديسين. لكم الحياة! ابتهجوا واسعدوا كأبناء لله. إحفظوا مشيئته حتى تُنقذوا. خذوا مني توبيخاً وأنقذوا أنفسكم. انا أشفع لكم عند الأب، وهو سيغفر لكم الكثير.»

وعندما سمعنا تلك الأشياء، إبتهجنا، لأننا كنا قد أصابنا الغم بسبب ما قاله من قبل. الآن عندما راي ابتهاجنا، قال: «ويل لكم يا من تحتاجون إلى شفيع! ويل لكم يا من تحتاجون إلى نعمة! طوبي للذين يتكلمون بحرية والذين صنعوا نعمة لأنفسهم. إجعلوا أنفسكم كالغرباء؛ من أي نوع هم في تقدير مدينتكم؟ لماذا تنزعجون عندما تخرجون انفسكم برضاكم وترحلون عن مدينتكم؟ لماذا تهجرون مكان إقامتكم برضاكم، وتجهزونه لهؤلاء الذين يرغبون في ان يقيموا فيه؟ أيها المنفيون الفارون! ويل لكم، لأنكم سيُمسك بكم! أو ربما تتخيلون أن الأب محب للإنسانية؟ أو انه يمكن إرضاؤه بالصلاوات؟ أو انه شاكر لشخص بسبب شخص آخر؟ أو انه يتحمل من يطلب؟ فهو يعلم الرغبة وأيضاً ما يحتاجه الجسد. فليس الجسد هو الذي يتوق إلى النفس. فبدون النفس الجسد لا يأثم، كما ان النفس لا تُنقذ بدون الروح. ولكن إن أُنقذت النفس عندما تكون بدون خبث، وإن أُنقذت الروح أيضاً، يصبح الجسد بدون إثم. فالروح هي التي تحيي النفس، ولكن الجسد هو الذي يقتلها - يعنى، النفس هي التي تقتل نفسها. حقاً أقول لكم، الأب لن يغفر خطيئة النفس على الإطلاق، ولا ذنب الجسد. فلا أحد من هؤلاء الذين أبلوا الجسد سيُنقذ. فهل تتخيلون أن الكثيرين وجدوا مملكة السماء؟ طوبي لمن رأى نفسه رابع في السماء.» 

عندما سمعنا تلك الأشياء، أصابنا الغم. وعندما رآنا مغتمين، قال: "لهذا أقول لكم ذلك، انكم يجب عليكم ان تعرفوا انفسكم. لان مملكة السماء مثلها مثل سنبلة برعمت في حقل. وعندما نضجت، نثرت ثمرتها وبالتالي، ملأت الحقل بالسنابل لعام آخر. أنتم أيضاً: كونوا متحمسين إلى أن تحصدوا لأنفسكم سنبلة حياة، حتى تمتلئوا بالمملكة. 

"طوال ما انا معكم، انتبهوا لي وأطيعوني. ولكن عندما يكون على ان أرحل عنكم، تذكروني. وتذكروني لانني كنت معكم بدون معرفتكم لي. طوبي لمن عرفوني. ويل لهؤلاء الين سمعوا ولم يؤمنوا! طوبي لهؤلاء الذين لم يروا ولكنهم كانوا مؤمنين!

"مرة أخرى أحثكم. لانني أوحيت لكم بناء بيت عالي القيمة لكم، لانكم تحتمون تحته؛ بنفس الطريقة يمكنه ان يدعم بيت جيرانكم عندما تكون بيوتهم في خطر الوقوع. حقاً أقول لكم، ويل لهؤلاء الذين من أجلهم أُرسلت إلى هذا المكان! وطوبي لهؤلاء الذين سيصعدون إلى الأب. مرة أخرى أوبخكم. أنتم الكائنون، إجعلوا أنفسكم مثل الذين لا كيان لهم، حتى تكونوا مع هؤلاء الذين لم يكونوا. 

«لا تجعلوا مملكة السماء مهجورة بينكم. لا تغتروا بسبب النور الذي يضيء. ولكن بالاحري، كونوا لأنفسكم بطريقة كينونتي لكم. لانني وضعت نفسي تحت اللعنة، حتى تُنقذوا»

واجاب بطرس على ذلك وقال: «أحياناً تتعجلنا إلى مملكة السماء، وأحياناً أخرى تحولنا عنها، يا سيدي. أحياناً تحثنا وتدفعنا إلى الإيمان وتعدنا الحياة، وأحياناً أخرى تطردنا من مملكة السماء.»

```
واجاب السيد وقال لنا: "أعطيتكم الإيمان مرات كثيرة. كما انني كشفت لك نفسي يا يعقوب، ولم تعرفني. مرة أخرى، أراكم الآن مبتهجين مرات كثيرة. وفي الوقت الذي سُررتم بوعد الحياة، ألم تكتئبوا برغم ذلك؟ وهل أصابكم الغم عندما عُلمتم عن المملكة؟ ولكنكم بالإيمان والمعرفة نلتم الحياة. لذلك، إزدروا الإنكار عندما تسمعونه، ولكن عندما تسمعون الوعد، إفرحوا أكثر. حقاً أقول لكم، الذي سينال الحياة ويؤمن بالمملكة لن يتركها أبداً – حتى لو أراد الأب أن يطرده!
```

«هذه الأشياء سأقولها لكم الآن. ولكن الآن يجب أن أصعد إلى المكان الذي أتيت منه. ولكن أنتم، عندما كنت متلهفاً إلى الذهاب، صرفتوني، بدلاً من مصاحبتي، لاحقتوني. ولكن انتبهوا إلى المجد الذي ينتظرني، وبعد أتفتحوا قلوبكم، استمعوا إلى التراتيل التي تنتظرني فوق في السماء. فأنا اليوم مضطر إلى أخذ مكاني على يمين أبي. الآن بعد أن قلت كلماتي الأخيرة لكم. يجب أن أرحل عنكم. لان عربة من الريح ستأخذني إلى أعلى، ومنذ الآن فصاعداً سأعري نفسي حتى أكسو نفسي. ولكن انتبهوا: طوبي لمن يبشروا بالإبن قبل أن ينزل، حتى، أصعد عندما آتي. طوبي ثلاثية لهؤلاء الذين دُعوا من الابن قبل ان يأتوا إلى الوجود، حتى يكون لكم نصيب معهم.»

بعد أن قلنا تلك الأشياء، ذهب. ونحن ركعنا، أنا وبطرس، وشكرنا، وأرسلنا قلوبنا إلى السماء. سمعنا بآذاننا ورأينا بأعيننا صوت الحروب ونداء بوق واهتياج كبير.

وعندما غادرنا ذلك المكان، أطلقنا عقولنا إلى أعلى. ورأينا بأعيننا وسمعنا بآذاننا تراتيل ومزامير ملائكية. والجلال السماوي كان يرتل، ونحن أنفسنا كنا ننشد.

بعد ذلك، رغبنا أيضاً في ان نرسل أرواحنا أعلى إلى الجلال. وعندما صعدنا، لم يُسمح لنا لا برؤية ولا سماع شيء. لأن باقي التلاميذ إستدعونا وسألونا: «ما الذي سمعتوه من السيد؟» و «وماذا قال لكم؟» و «أين ذهب؟»

واجبناهم: «بقد صعد.» و «أعطانا عهداً ووعدنا جميعاً الجياة وكشف لنا أبناءً سيأتون بعدنا، لأنه أمرنا بمحبتهم، لأننا سنُنقذ بسببهم.»

وعندما سمعوا، آمنوا بالوحي، ولكنهم غضبوا بسبب الذين سيولدون. ثم، أنا لعدم رغبتي في جرهم إلى الخزي، أرسلت كل واحد منهم إلى مكان آخر. ولكن أنا نفسي ذهبت إلى القدس، مصلياً من أجل أن أنال نصيباً مع المحبوبين الذين سيُكشفون.

ودعوت أن البداية تأتي منك، فهكذا يمكن أن أُنقذ. لأنهم سيُنارون من خلالي، من خلال إيماني ومن خلال إيمان شخص آخر أفضل مني، فأنا أرغب أن أكون أنا الأقل. لذلك إسعي بهمة، أن تجعل نفسك مثلهم، وأدعو أن تنال نصيباً معهم. فبخلاف ما رويت، لم يكشف المخلص وحياً لنا. فمن أجلهم، ندعو بنصيب مع هؤلاء الذين من أجلهم أُعلن، هؤلاء الذين جعلهم الله أبناء له. 

## وصلات خارجية
الترجمة الإنجليزية لأبوكريفون يعقوب

تعاليم الرسل الإثني عشرة

دساتير الرسل المقدسين